# Fosfataza kwaśna
Fosfataza kwaśna (ACP; EC 3.1.3.2) – enzym z klasy hydrolaz o aktywności fosfatazy. Jej rola polega głównie na katalizowaniu defosforylacji różnych estrów fosforanowych. Wartość pH dla optymalnego działania fosfatazy kwaśnej mieści się w zakresie od 3,4 do 6,2.
Fosfataza kwaśna występuje w dużych stężeniach w nasionach roślin i gruczole krokowym człowieka. Aktywność jej bardzo wzrasta w chorobie nowotworowej tego gruczołu, co wykorzystuje się w diagnostyce do wczesnego rozpoznawania tej postaci raka. W nasionach roślin aktywność fosfatazy kwaśnej silnie wzrasta podczas kiełkowania, a następnie maleje w miarę wzrostu siewek. Prawdopodobnie wzrost jej aktywności jest związany z uwalnianiem fosforanu nieorganicznego z organicznych form zapasowych fosforanu, np. z kwasu fitynowego.
Fosfataza kwaśna obecna w surowicy krwi ludzkiej, może pochodzić z następujących źródeł:
- osteoklasty – tzw. frakcja kostna
- gruczoł krokowy – tzw. frakcja sterczowa (PAP)
- trzustka
- jelita
- nerki
- trombocyty i erytrocyty.

Wzrost jej poziomu we krwi może być związany z następującymi chorobami:
- rak gruczołu krokowego[b]
- choroby kości (nowotwory przerzutowe, choroba Pageta, osteoporoza)
- nadczynność gruczołów przytarczycznych
- nadmierny rozpad erytrocytów lub trombocytów w różnych chorobach